# 800 mètres aux championnats du monde d'athlétisme
Pour un article plus général, voir Championnats du monde d'athlétisme.
Le 800 mètres fait partie des épreuves inscrites au programme des premiers championnats du monde d'athlétisme, en 1983, à Helsinki. 
Avec trois médailles d'or remportées chacun, le Danois Wilson Kipketer, la Mozambicaine Maria Mutola et la Sud-africaine Caster Semenya sont les athlètes les plus titrés dans cette épreuve. 
Les records des championnats du monde appartiennent chez les hommes à l'Américain Donavan Brazier, qui établit le temps de 1 min 42 s 34 le 1er octobre 2019 lors des mondiaux de Doha, et chez les femmes à la Tchèque Jarmila Kratochvílová, créditée de 1 min 54 s 68 le 9 août 1983 lors des championnats du monde d'Helsinki.

## Éditions
| Années | 83 | 87 | 91 | 93 | 95 | 97 | 99 | 01 | 03 | 05 | 07 | 09 | 11 | 13 | 15 | 17 | 19 | 22 | 23 | Total |
| ------ | -- | -- | -- | -- | -- | -- | -- | -- | -- | -- | -- | -- | -- | -- | -- | -- | -- | -- | -- | ----- |
| Hommes | X  | X  | X  | X  | X  | X  | X  | X  | X  | X  | X  | X  | X  | X  | X  | X  | X  | X  | X  | 19    |
| Femmes | X  | X  | X  | X  | X  | X  | X  | X  | X  | X  | X  | X  | X  | X  | X  | X  | X  | X  | X  | 19    |

## Hommes

### Historique

#### 1983-1995
En l'absence du Britannique Sebastian Coe, alors détenteur du record du monde, aucun favori ne se dégage des premiers championnats du monde d'athlétisme, en 1983 à Helsinki. L'Allemand Willi Wülbeck fait la différence dans la dernière ligne droite et s'impose en 1 min 43 s 65 devant le Néerlandais Rob Druppers et le Brésilien Joaquim Cruz.
Quatre ans plus tard, aux championnats du monde 1987 à Rome, le Kényan Billy Konchellah parvient à contrôler la course aux 600 mètres en dépassant le Brésilien José Luiz Barbosa qui avait pris le commandement de la course dès le départ. Il s'impose dans le temps de 1 min 43 s 06, malgré le retour du Britannique Peter Elliott, deuxième en 1 min 43 s 41. Barbosa prend la troisième place en 1 min 43 s 76. 
Billy Konchellah parvient à conserver son titre mondial à l'occasion des championnats du monde 1991, à Tokyo. En finale, le Kényan réalise le temps de 1 min 43 s 99 et devance José Luíz Barbosa qui obtient une nouvelle médaille dans cette épreuve, et l'Américain Mark Everett.
Âgé de 32 ans en 1993, Konchellah vise un troisième titre consécutif aux championnats du monde de Stuttgart. Mais, en finale, il doit s'incliner devant son compatriote Paul Ruto qui parcourt la distance en 1 min 44 s 71 et devant l'Italien Giuseppe D'Urso, deuxième de la course en 1 min 44 s 86. Konchellah remporte la médaille de bronze en 1 min 44 s 89.
En 1995, le Danois d'origine Kényane Wilson Kipketer remporte la médaille d'or des championnats du monde de Göteborg dans le temps de 1 min 45 s 08, devançant le Burundais Arthémon Hatungimana (1 min 45 s 64) et le Norvégien Vebjørn Rodal (1 min 45 s 68),.

#### 1997-2005

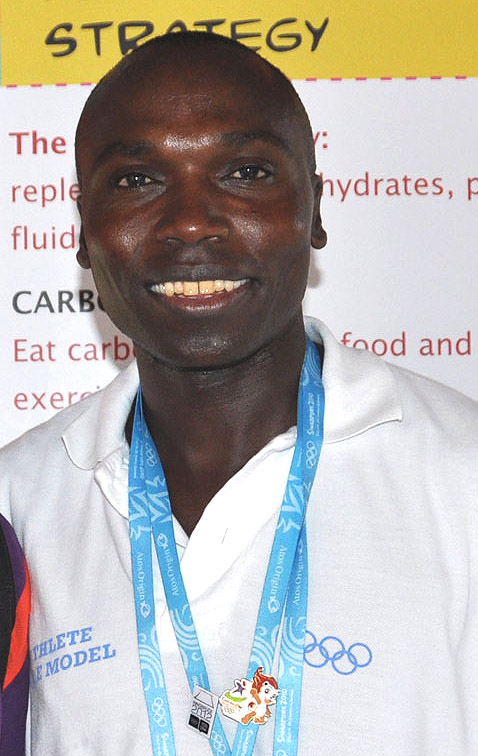
Wilson Kipketer remporte trois titres mondiaux consécutifs sur 800 m en 1995, 1997 et 1999.

Wilson Kipketer détient depuis juillet 1997 le record du monde en 1 min 41 s 73. Il conserve son titre mondial aux championnats du monde 1997 d'Athènes. Il s'impose en 1 min 43 s 38 devant le Cubain Norberto Téllez (1 min 44 s 00) et l'Américain Rich Kenah (1 min 44 s 25). Kipketer améliorera de nouveau à deux reprises le record du monde quelques jours après la finale.
Victime d'une crise de malaria qui le tient éloigné des pistes en 1998, Wilson Kipketer fait son retour à la compétition en 1999 et remporte son troisième titre mondial consécutif sur 800 m à l'occasion des championnats du monde de Séville où il s'impose dans le temps de 1 min 43 s 30. Le Sud-africain Hezekiél Sepeng s'adjuge la médaille d'argent en 1 min 43 s 32 et l'Algérien Djabir Saïd-Guerni la médaille de bronze en 1 min 44 s 18 (record national).
En 2001, le titre mondial revient au Suisse André Bucher qui a dominé le circuit de la Golden League 2001. Il s'impose en finale en 1 min 43 s 70 et devance le Kényan Wilfred Bungei et le Polonais Paweł Czapiewski.
Djabir Saïd-Guerni, médaillé de bronze en 1999, s'impose lors des championnats du monde 2003 de Saint-Denis en 1 min 44 s 81 devant le Russe Yuriy Borzakovskiy et le Sud-africain Mbulaeni Mulaudzi au terme d'une course tactique.
En 2005, aux championnats du monde d'Helsinki, le Bahreïnien Rachid Ramzi devient champion du monde du 800 m après avoir remporté quelques jours plus tôt l'épreuve du 1 500 m. Il s'impose dans le temps de 1 min 44 s 24 (record personnel) devant Yuriy Borzakovskiy et le Kényan William Yiampoy.

#### 2007-2015

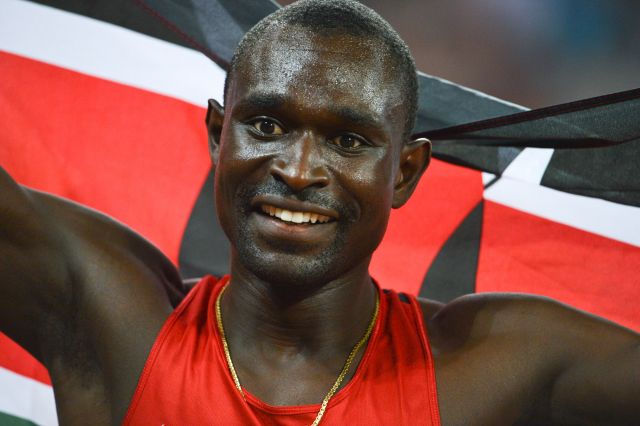
David Rudisha, champion du monde en 2011 et 2015.

Âgé de 20 ans seulement, le Kényan Alfred Yego s'impose lors des championnats du monde 2007, à Osaka, en 1 min 47 s 09, devançant d'un centième de seconde le Canadien Gary Reed et de trente centièmes de seconde Yuriy Borzakovskiy,.
Mbulaeni Mulaudzi, médaillé de bronze en 2003, remporte le titre du 800 m aux championnats du monde 2009, à Berlin, où après avoir mené la course tout du long, il s'impose dans le temps de 1 min 45 s 29, devant le tenant du titre Alfred Kirwa Yego et le Bahreinien Yusuf Saad Kamel.
Invaincu depuis 2009, Le Kényan David Rudisha est le favori des championnats du monde 2011 se déroulant à Daegu. Il remporte aisément sa finale en 1 min 43 s 91 après avoir pris la tête de la course dès les 200 m, et avoir déclenché une accélération à l'entrée de la dernière ligne droite. Quatrième athlète kényan titré sur la distance après Billy Konchellah, Paul Ruto  et Alfred Yego (2007), il devance sur le podium le Soudanais Abubaker Kaki (1 min 44 s 41) et Yuriy Borzakovskiy (1 min 44 s 49) qui obtient sa quatrième médaille mondiale dans cette épreuve (deux médailles d'argent et deux médailles de bronze) en cinq éditions. 

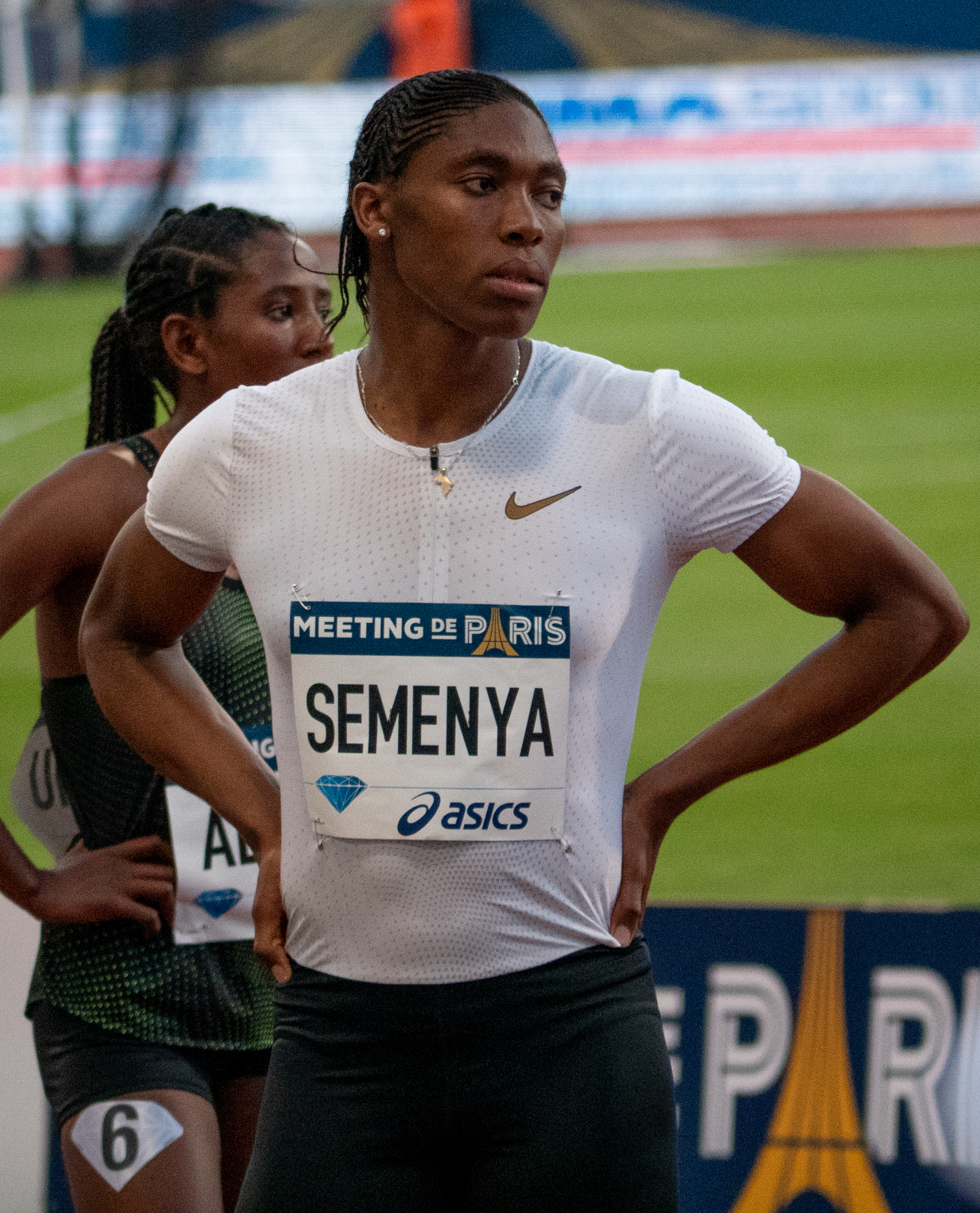
Caster Semenya, championne du monde du 800 m en 2009, 2011 et 2017.

Lors des championnats du monde 2013, à Moscou, l'Éthiopien Mohammed Aman confirme son statut de favori en devenant champion du monde en 1 min 43 s 31, devant l'Américain Nick Symmonds (1 min 43 s 55) et le Djiboutien Ayanleh Souleiman (1 min 43 s 76),. David Rudisha, champion du monde et olympique en titre et détenteur du record du monde sur cette distance, ne prend pas part à la compétition en raison d'une blessure au genou.
David Rudisha ne possède que le dixième temps des engagés avant le début des championnats du monde 2015. À Pékin, il remporte sa série en 1 min 48 s 31, puis sa demi-finale en 1 min 47 s 70. Le 25 août 2015, en finale, il prend la tête de la course en compagnie de son compatriote Ferguson Rotich, avant d'accélérer dans la dernière ligne droite et de franchir la ligne d'arrivée en 1 min 45 s 84, devant le Polonais Adam Kszczot et le Bosnien Amel Tuka. Il décroche son deuxième titre mondial après Daegu en 2011.

#### Depuis 2017

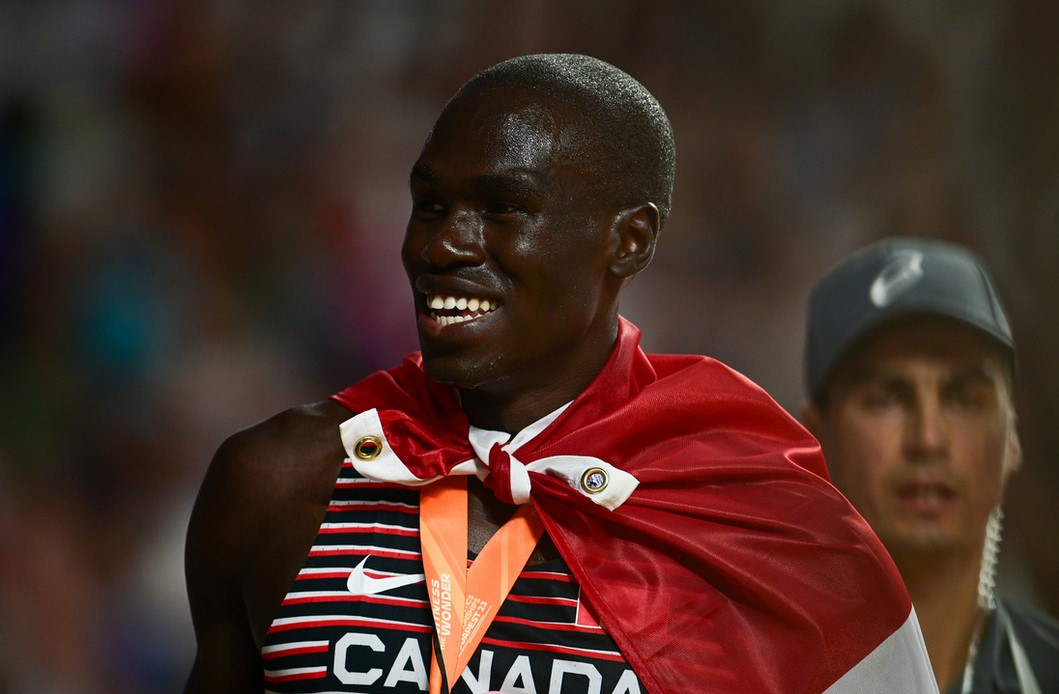
Marco Arop après sa victoire aux championnats du monde 2023.

Lors des championnats du monde 2017 à Londres, le Français Pierre-Ambroise Bosse décroche le titre mondial dans le temps de 1 min 44 s 67 et devance le Polonais Adam Kszczot (1 min 44 s 95) et le Kényan Kipyegon Bett (1 min 45 s 21), deux favoris de la course.

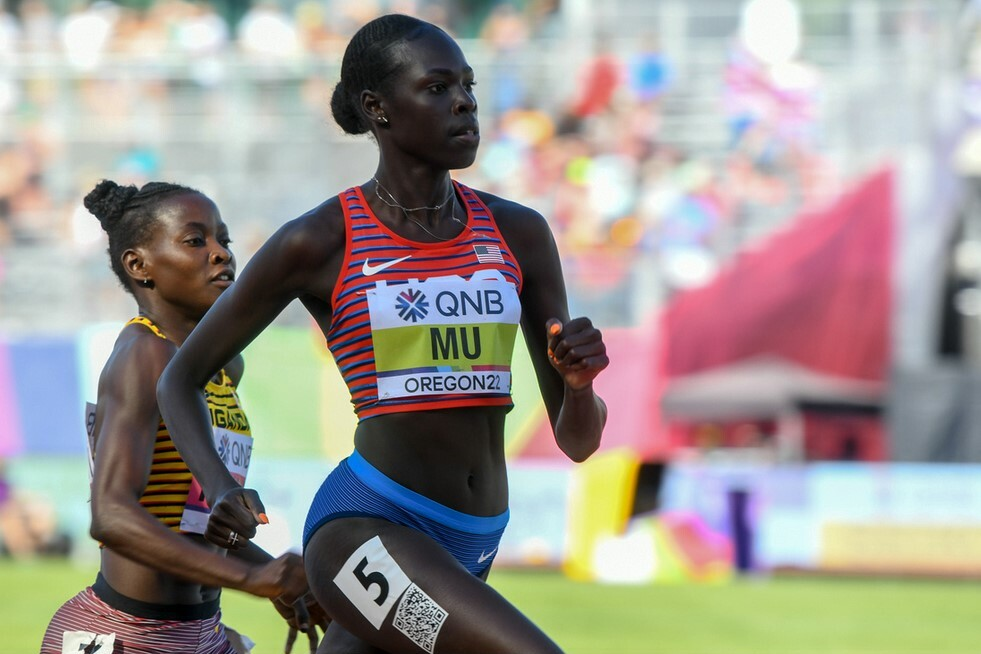
Athing Mu, championne du monde en 2022.

Aux championnats du monde 2019 à Doha, le tenant du titre français Pierre-Ambroise Bosse est éliminée dès les demi-finales, tout comme le double vice-champion du monde en titre, le Polonais Adam Kszczot. Lors de la finale, l'Américain Donovan Brazier, entraîné par le controversé Alberto Salazar, porte une accélération décisive aux 300 m pour décrocher sa première médaille d'or mondiale en 1 min 42 s 34, nouveau record des championnats du monde et nouveau record des Etats-Unis. La médaille d'argent revient au Bosnien Amel Tuka en 1 min 43 s 47, et la médaille de bronze au Kényan Ferguson Cheruiyot Rotich en 1 min 43 s 82.
Trois ans plus tard, le Kényan Emmanuel Korir, champion olympique en 2021 à Tokyo, remporte les championnats du monde 2022, à Eugene. Vainqueur de sa série et sa demi-finale en réalisant son meilleur temps de l'année en 1 min 45 s 38, il s'impose en finale en portant une accélération à l'entame de la dernière ligne droite et en remportant la course en 1 min 43 s 71, devant l'Algérien Djamel Sedjati et le Canadien Marco Arop. Il devient le premier kényan titré sur 800 m depuis David Rudisha en 2015.
Marco Arop devient champion du monde du 800 mètres en 2023 à Budapest après avoir porté une attaque à 250 mètres de l'arrivée et résisté à tous ses adversaires pour l'emporter en 1 min 44 s 24, devant le Kényan Emmanuel Wanyonyi et le Britannique Ben Pattison.

### Palmarès
| Édition | Or                                  | Argent                             | Bronze                           |
| ------- | ----------------------------------- | ---------------------------------- | -------------------------------- |
| 1983    | Willi Wülbeck 1 min 43 s 65         | Rob Druppers 1 min 44 s 20         | Joaquim Cruz 1 min 44 s 27       |
| 1987    | Billy Konchellah 1 min 43 s 06      | Peter Elliott 1 min 43 s 41        | José Luíz Barbosa 1 min 43 s 76  |
| 1991    | Billy Konchellah 1 min 43 s 99      | José Luíz Barbosa 1 min 44 s 24    | Mark Everett 1 min 44 s 67       |
| 1993    | Paul Ruto 1 min 44 s 71             | Giuseppe D'Urso 1 min 44 s 86      | Billy Konchellah 1 min 44 s 89   |
| 1995    | Wilson Kipketer 1 min 45 s 08       | Arthémon Hatungimana 1 min 45 s 64 | Vebjørn Rodal 1 min 45 s 68      |
| 1997    | Wilson Kipketer 1 min 43 s 68       | Norberto Téllez 1 min 44 s 00      | Rich Kenah 1 min 44 s 25         |
| 1999    | Wilson Kipketer 1 min 43 s 30       | Hezekiél Sepeng 1 min 43 s 32      | Djabir Saïd-Guerni 1 min 44 s 18 |
| 2001    | André Bucher 1 min 43 s 70          | Wilfred Bungei 1 min 44 s 55       | Paweł Czapiewski 1 min 44 s 63   |
| 2003    | Djabir Saïd-Guerni 1 min 44 s 81    | Yuriy Borzakovskiy 1 min 44 s 84   | Mbulaeni Mulaudzi 1 min 44 s 90  |
| 2005    | Rachid Ramzi 1 min 44 s 24          | Yuriy Borzakovskiy 1 min 44 s 51   | William Yiampoy 1 min 44 s 55    |
| 2007    | Alfred Yego 1 min 47 s 09           | Gary Reed 1 min 47 s 10            | Yuriy Borzakovskiy 1 min 47 s 39 |
| 2009    | Mbulaeni Mulaudzi 1 min 45 s 29     | Alfred Yego 1 min 45 s 35          | Yusuf Saad Kamel 1 min 45 s 35   |
| 2011    | David Rudisha 1 min 43 s 91         | Abubaker Kaki 1 min 44 s 41        | Yuriy Borzakovskiy 1 min 44 s 49 |
| 2013    | Mohammed Aman 1 min 43 s 31         | Nick Symmonds 1 min 43 s 55        | Ayanleh Souleiman 1 min 43 s 76  |
| 2015    | David Rudisha 1 min 45 s 84         | Adam Kszczot 1 min 46 s 08         | Amel Tuka 1 min 46 s 30          |
| 2017    | Pierre-Ambroise Bosse 1 min 44 s 67 | Adam Kszczot 1 min 44 s 95         | Kipyegon Bett 1 min 45 s 21      |
| 2019    | Donavan Brazier 1 min 42 s 34       | Amel Tuka 1 min 43 s 47            | Ferguson Rotich 1 min 43 s 82    |
| 2022    | Emmanuel Korir 1 min 43 s 71        | Djamel Sedjati 1 min 44 s 14       | Marco Arop 1 min 44 s 28         |
| 2023    | Marco Arop 1 min 44 s 24            | Emmanuel Wanyonyi 1 min 44 s 53    | Ben Pattison 1 min 44 s 83       |

### Multiples médaillés
| Rang | Athlète            | Pays               | Période   | Or | Argent | Bronze | Total |
| ---- | ------------------ | ------------------ | --------- | -- | ------ | ------ | ----- |
| 1    | Wilson Kipketer    | Danemark           | 1995–1999 | 3  | 0      | 0      | 3     |
| 2    | Billy Konchellah   | Kenya              | 1987–1993 | 2  | 0      | 1      | 3     |
| 3    | David Rudisha      | Kenya              | 2011-2015 | 2  | 0      | 0      | 2     |
| 4    | Alfred Kirwa Yego  | Kenya              | 2007–2009 | 1  | 1      | 0      | 2     |
| 5=   | Djabir Saïd-Guerni | Algérie            | 1999–2003 | 1  | 0      | 1      | 2     |
| 5=   | Mbulaeni Mulaudzi  | Afrique du Sud     | 2003–2009 | 1  | 0      | 1      | 2     |
| 5=   | Marco Arop         | Canada             | 2022–2023 | 1  | 0      | 1      | 2     |
| 8    | Yuriy Borzakovskiy | Russie             | 2003–2011 | 0  | 2      | 2      | 4     |
| 9    | Adam Kszczot       | Pologne            | 2011–2017 | 0  | 2      | 0      | 2     |
| 10=  | José Luiz Barbosa  | Brésil             | 1987–1991 | 0  | 1      | 1      | 2     |
| 10=  | Amel Tuka          | Bosnie-Herzégovine | 2015–2019 | 0  | 1      | 1      | 2     |

### Records des championnats
| Temps         | Athlète           | Lieu     | Date               |
| ------------- | ----------------- | -------- | ------------------ |
| 1 min 46 s 32 | James Robinson    | Helsinki | 7 août 1983        |
| 1 min 45 s 84 | David Mack        | Helsinki | 7 août 1983        |
| 1 min 45 s 62 | Joaquim Cruz      | Helsinki | 8 août 1983        |
| 1 min 45 s 24 | Hans-Peter Ferner | Helsinki | 8 août 1983        |
| 1 min 43 s 65 | Willi Wülbeck     | Helsinki | 9 août 1983        |
| 1 min 43 s 06 | Billy Konchellah  | Rome     | 1er septembre 1987 |
| 1 min 42 s 34 | Donavan Brazier   | Doha     | 1er octobre 2019   |

## Femmes

### Historique

#### 1983-1995

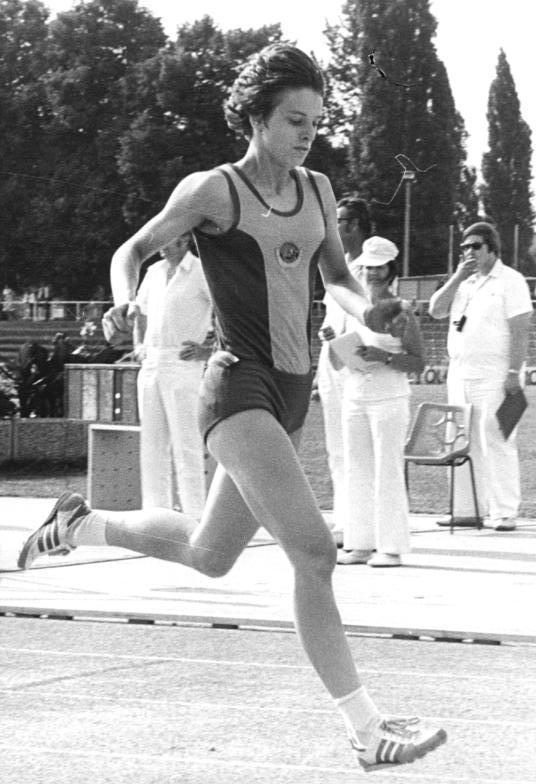
Sigrun Wodars, championne du monde en 1987.

Lors des premiers championnats du monde d'athlétisme, en 1983 à Helsinki, la Tchécoslovaque Jarmila Kratochvílová, déjà titrée sur 400 m quelques jours plus tôt, remporte l'épreuve du 800 m dans le temps de 1 min 54 s 68, échouant à 4/10e de seconde seulement de son propre record du monde établi quelques jours plus tôt. Les Soviétiques Lyubov Gurina (1 min 56 s 11) et Yekaterina Podkopayeva (1 min 57 s 58) complètent le podium.
Quatre ans plus tard, aux championnats du monde 1987 à Rome, la victoire revient à l'Est-allemande Sigrun Wodars-Grau qui établit en finale un nouveau record national en 1 min 55 s 26. Elle devance sa compatriote Christine Wachtel (1 min 55 s 32) et Lyubov Gurina (1 min 55 s 56), déjà médaillée en 1983.
La Soviétique Liliya Nurutdinova remporte les championnats du monde 1991 à Tokyo, dans le temps de 1 min 57 s 50, juste devant la Cubaine Ana Fidelia Quirot (1 min 57 s 55) et la Roumaine Ella Kovacs (1 min 57 s 58). En quatrième position, la Mozambicaine Maria Mutola établit un nouveau record du monde junior (1 min 57 s 63).
Maria Mutola décroche son premier titre mondial en plein air à l'occasion des championnats du monde 1993 de Stuttgart. Elle réalise un nouveau record d'Afrique en finale en 1 min 55 s 43, précédant la Russe Lyubov Gurina (1 min 57 s 10) et la Roumaine Ella Kovacs (1 min 57 s 92) qui obtient un deuxième podium consécutif dans cette épreuve. 
En 1995, lors des championnats du monde de Göteborg, la médaille d'or est remportée par la Cubaine Ana Fidelia Quirot qui s'impose dans le temps de 1 min 56 s 11, devant la Surinamienne Letitia Vriesde qui établit un nouveau record d'Amérique du Sud en 1 min 56 s 68, et la Britannique Kelly Holmes qui établit un nouveau records du Royaume-Uni en 1 min 56 s 95. La Française Patricia Djaté-Taillard termine au pied du podium.

#### 1997-2005

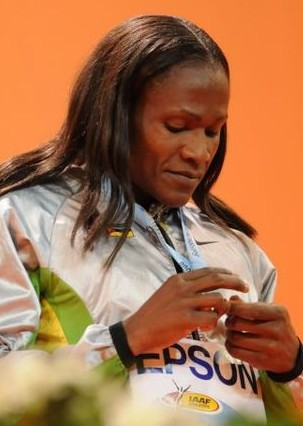
Maria Mutola remporte trois médailles d'or sur 800 m, en 1993, 2001 et 2003.

Ana Fidelia Quirot remporte son deuxième titre mondial consécutif lors des championnats du monde 1997, à Athènes. Elle s'impose en 1 min 57 s 14, devant la Russe Yelena Afanasyeva (1 min 57 s 56) et Maria Mutola (1 min 57 s 59).
Deux ans plus tard, aux championnats du monde 1999 à Séville, la Tchèque Ludmila Formanová décroche son premier titre de championne du monde en réalisant le temps de 1 min 56 s 68 en finale. Maria Mutola est médaillée d'argent en 1 min 56 s 92 alors que la Russe Svetlana Masterkova, championne olympique en 1996, est médaillée de bronze en 1 min 56 s 93.
Lors des championnats du monde 2001, à Edmonton, Maria Mutola remporte son deuxième titre mondial après avoir également remporté l'or olympique en 2000 à Sydney. Elle s'impose dans le temps de 1 min 57 s 17 et devance l'Autrichienne Stephanie Graf (1 min 57 s 20) et Letitia Vriesde (1 min 57 s 35).
Maria Mutola remporte sa troisième médaille d'or mondiale sur 800 m, sa deuxième consécutive et  sa sixième au total, lors des championnats du monde 2003. Au Stade de France de Saint-Denis, elle réalise le temps de 1 min 59 s 89 et  devance la Britannique Kelly Holmes (2 min 0 s 18) et la Russe Natalya Khrushcheleva (2 min 0 s 29).
En 2005, lors des championnats du monde d'Helsinki, la Cubaine Zulia Calatayud s'impose en finale en 1 min 58 s 92, devant la Marocaine Hasna Benhassi (1 min 59 s 42) et la Russe Tatyana Andrianova (1 min 59 s 60). Maria Mutola échoue au pied du podium.

#### 2007-2015
Lors des championnats du monde 2007 se déroulant à Osaka, au Japon, Janeth Jepkosgei devient la première Kényane championne du monde du 800 m. En finale, elle mene la course de bout en bout dans un rythme très élevé et réalise le temps de 1 min 56 s 04, meilleure performance mondiale de l'année. Hasna Benhassi obtient comme en 2005 la médaille d'argent (1 min 56 s 99) et l'Espagnole Mayte Martínez la médaille de bronze (1 min 57 s 62, record personnel). Maria Mutola, qui dispute sa huitième finale mondiale du 800 m en neuf participations, ne termine pas la course.
Âgée de dix-huit ans seulement, la Sud-africaine Caster Semenya remporte la médaille d'or des championnats du monde 2009, à Berlin. Elle réalise à cette occasion la meilleure performance mondiale de l'année en 1 min 55 s 45, abaissant de plus d'une seconde son record personnel. Elle devance la tenante du titre Janeth Jepkosgei (1 min 57 s 90) et la Britannique Jennifer Meadows (1 min 57 s 93).
Deux ans plus tard, aux championnats du monde 2011, la victoire revient à la Russe Mariya Savinova qui s'impose en 1 min 55 s 87, devant Caster Semenya (1 min 56 s 35) et Janeth Jepkosgei (1 min 57 s 42). Mariya Savinova étant déchue de sa médaille en 2017 après avoir été convaincue de dopage, Caster Semenya récupère la médaille d'or et Janeth Jepkosgei la médaille d'argent, la médaille de bronze revenant à l'Américaine Alysia Johnson-Montaño.
En août 2013, lors des championnats du monde de Moscou, la Kényane Eunice Sum crée la surprise en parvenant à devancer toutes les favorites. Elle s'impose en finale dans le temps de 1 min 57 s 38, devant Mariya Savinova (1 min 57 s 80) et l'Américaine Brenda Martinez (1 min 57 s 91). Elle devient à cette occasion la deuxième athlète kényane après Janeth Jepkosgei en 2007 à remporter le titre mondial sur la distance. La disqualification pour dopage de Mariya Savinova en 2017 entraîne un changement de médaillées : Brenda Martinez récupère l'argent et Alysia Johnson-Montaño le bronze.
La Biélorusse Maryna Arzamasava remporte le titre des championnats du monde 2015, à Pékin en 1 min 58 s 03. La Canadienne Melissa Bishop, deuxième en 1 min 58 s 12 et la championne en titre Eunice Sum, troisième en 1 min 58 s 18, complètent le podium.

#### Depuis 2017
Aux championnats du monde 2017, à Londres, Caster Semenya décroche son troisième titre mondial après 2009 et 2011 et égale à cette occasion la performance de Maria Mutola, médaillée d'or à trois reprises sur 800 m lors des championnats du monde en plein air. Semenya s'impose dans le temps de 1 min 55 s 16, meilleure performance mondiale de l'année, et devance la Burundaise Francine Niyonsaba (1 min 55 s 92) et l'Américaine Ajeé Wilson (1 min 56 s 65).
En 2019, la Sud-Africaine Caster Semenya, triple championne du monde de la discipline, est interdite de participer aux championnats du monde de Doha, en raison de son refus de suivre un traitement pour faire baisser son taux de testostérone comme l'obligeait le nouveau règlement de l'IAAF. En son absence, c'est l'Ougandaise Halimah Nakaayi qui s'impose en finale avec un temps de 1 min 58 s 04, nouveau record personnel pour elle. Les deux autres marches du podium sont occupées par deux Américaines : Raevyn Rogers, deuxième en 1 min 58 s 18, et Ajeé Wilson, troisième en 1 min 58 s 84.
Aux championnats du monde 2022 à Eugene, l'Américaine Athing Mu, championne olympique un an plus tôt à Tokyo, décroche la médaille d'or du 800 m en établissant la meilleure performance mondiale de l'année en 1 min 56 s 30 après avoir résisté au retour de Keely Hodgkinson, deuxième en 1 min 56 s 38, et de la Kényane Mary Moraa, troisième en 1 min 56 s 71 (record personnel). Halimah Nakaayi, championne du monde en titre, est éliminée en demi-finale.

### Palmarès
| Édition | Or                                  | Argent                           | Bronze                               |
| ------- | ----------------------------------- | -------------------------------- | ------------------------------------ |
| 1983    | Jarmila Kratochvílová 1 min 54 s 68 | Lyubov Gurina 1 min 56 s 11      | Yekaterina Podkopayeva 1 min 57 s 58 |
| 1987    | Sigrun Wodars 1 min 55 s 26         | Christine Wachtel 1 min 55 s 32  | Lyubov Gurina 1 min 55 s 56          |
| 1991    | Liliya Nurutdinova 1 min 57 s 50    | Ana Fidelia Quirot 1 min 57 s 55 | Ella Kovacs 1 min 57 s 58            |
| 1993    | Maria Mutola 1 min 55 s 43          | Lyubov Gurina 1 min 57 s 10      | Ella Kovacs 1 min 57 s 92            |
| 1995    | Ana Fidelia Quirot 1 min 56 s 11    | Letitia Vriesde 1 min 56 s 68    | Kelly Holmes 1 min 56 s 95           |
| 1997    | Ana Fidelia Quirot 1 min 57 s 14    | Yelena Afanasyeva 1 min 57 s 56  | Maria Mutola 1 min 57 s 59           |
| 1999    | Ludmila Formanová 1 min 56 s 68     | Maria Mutola 1 min 56 s 72       | Svetlana Masterkova 1 min 56 s 93    |
| 2001    | Maria Mutola 1 min 57 s 17          | Stephanie Graf 1 min 57 s 20     | Letitia Vriesde 1 min 57 s 35        |
| 2003    | Maria Mutola 1 min 59 s 89          | Kelly Holmes 2 min 0 s 18        | Natalya Khrushchelyova 2 min 0 s 29  |
| 2005    | Zulia Calatayud 1 min 58 s 82       | Hasna Benhassi 1 min 59 s 42     | Tatyana Andrianova 1 min 59 s 60     |
| 2007    | Janeth Jepkosgei 1 min 56 s 04      | Hasna Benhassi 1 min 56 s 99     | Mayte Martínez 1 min 57 s 62         |
| 2009    | Caster Semenya 1 min 55 s 45        | Janeth Jepkosgei 1 min 57 s 90   | Jennifer Meadows 1 min 57 s 93       |
| 2011    | Caster Semenya 1 min 56 s 35        | Janeth Jepkosgei 1 min 57 s 42   | Alysia Montaño 1 min 57 s 48         |
| 2013    | Eunice Sum 1 min 57 s 38            | Brenda Martinez 1 min 57 s 91    | Alysia Montaño 1 min 57 s 95         |
| 2015    | Maryna Arzamasava 1 min 58 s 03     | Melissa Bishop 1 min 58 s 12     | Eunice Sum 1 min 58 s 18             |
| 2017    | Caster Semenya 1 min 55 s 16        | Francine Niyonsaba 1 min 55 s 92 | Ajeé Wilson 1 min 56 s 65            |
| 2019    | Halimah Nakaayi 1 min 58 s 04       | Raevyn Rogers 1 min 58 s 18      | Ajeé Wilson 1 min 58 s 84            |
| 2022    | Athing Mu 1 min 56 s 30             | Keely Hodgkinson 1 min 56 s 38   | Mary Moraa 1 min 56 s 71             |
| 2023    | Mary Moraa 1 min 56 s 03            | Keely Hodgkinson 1 min 56 s 34   | Athing Mu 1 min 56 s 61              |

### Multiples médaillées
| Rang | Athlète                | Pays                    | Période   | Or | Argent | Bronze | Total |
| ---- | ---------------------- | ----------------------- | --------- | -- | ------ | ------ | ----- |
| 1    | Maria Mutola           | Mozambique              | 1993–2003 | 3  | 1      | 1      | 5     |
| 2    | Caster Semenya         | Afrique du Sud          | 2009–2017 | 3  | 0      | 0      | 3     |
| 3    | Ana Fidelia Quirot     | Cuba                    | 1991–1997 | 2  | 1      | 0      | 3     |
| 4    | Janeth Jepkosgei       | Kenya                   | 2007–2011 | 1  | 2      | 0      | 3     |
| 5=   | Athing Mu              | États-Unis              | 2022-2023 | 1  | 0      | 1      | 2     |
| 5=   | Mary Moraa             | Kenya                   | 2022-2023 | 1  | 0      | 1      | 2     |
| 5=   | Eunice Sum             | Kenya                   | 2013-2015 | 1  | 0      | 1      | 2     |
| 8    | Lyubov Gurina          | Union soviétique Russie | 1983–1993 | 0  | 2      | 1      | 3     |
| 9=   | Hasna Benhassi         | Maroc                   | 2005–2007 | 0  | 2      | 0      | 2     |
| 9=   | Keely Hodgkinson       | Royaume-Uni             | 2022–2023 | 0  | 2      | 0      | 2     |
| 11=  | Letitia Vriesde        | Suriname                | 1995–2001 | 0  | 1      | 1      | 2     |
| 11=  | Kelly Holmes           | Royaume-Uni             | 1995–2003 | 0  | 1      | 1      | 2     |
| 13=  | Ella Kovacs            | Roumanie                | 1991–1993 | 0  | 0      | 2      | 2     |
| 13=  | Alysia Johnson-Montaño | États-Unis              | 2011-2013 | 0  | 0      | 2      | 2     |
| 13=  | Ajee Wilson            | États-Unis              | 2017-     | 0  | 0      | 2      | 2     |

### Records des championnats
| Temps         | Athlète                | Lieu     | Date        |
| ------------- | ---------------------- | -------- | ----------- |
| 2 min 0 s 08  | Margrit Klinger        | Helsinki | 7 août 1983 |
| 1 min 59 s 55 | Yekaterina Podkopayeva | Helsinki | 8 août 1983 |
| 1 min 59 s 33 | Lyubov Gurina          | Helsinki | 8 août 1983 |
| 1 min 54 s 68 | Jarmila Kratochvílová  | Helsinki | 9 août 1983 |